# قاری مزرعه‌سی
قاری مزرعه‌سی یک روستا در ایران است که در شهرستان مشگین‌شهر استان اردبیل واقع شده‌است.

## جمعیت
این روستا در دهستان ارشق غربی قرار دارد و براساس سرشماری مرکز آمار ایران در سال ۱۳۸۵، جمعیت آن ۱۲۲ نفر (۲۳ خانوار) بوده‌است.